# Villa Volpi (Sabaudia)
La Villa Volpi è una storica villa in stile neoclassico situata sul lungomare di Sabaudia nel litorale pontino.

## Storia
La villa fu commissionata nel 1952 dalla contessa Nathalie Volpi di Misurata, moglie del conte Giuseppe Volpi, fondatore del Festival del cinema di Venezia, venendo progettata dall'architetto Tomaso Buzzi.
La villa ha fatto da sfondo per le riprese di diversi film, tra i quali Divorzio all'italiana e Compagni di scuola.
Nel 2023 è stata venduta per 20 milioni di euro.

## Descrizione
La villa, situata all'interno del Parco nazionale del Circeo, sorge di fronte al mare sulla duna di Sabaudia. Nel progettarla, l'architetto s'ispirò a modelli neoclassici e palladiani.
L'edificio, elevato su due livelli, si compone di un corpo centrale da cui si protendono due ali laterali, che descrivono una leggera curva. Il blocco principale, circondato da un colonnato, riprende le fattezze di un tempio classico. Sulla trabeazione è presente, a mo' di fregio, l’iscrizione: "IN MEMORIA DI GIVSEPPE VOLPI CONTE DI MISVRATA CVLTORE DELLE BELLE ARTI XIX XI MCMLIXAD". Una scenografica scalinata attraverso la duna permette l'accesso alla villa dal mare.

## Galleria d'immagini

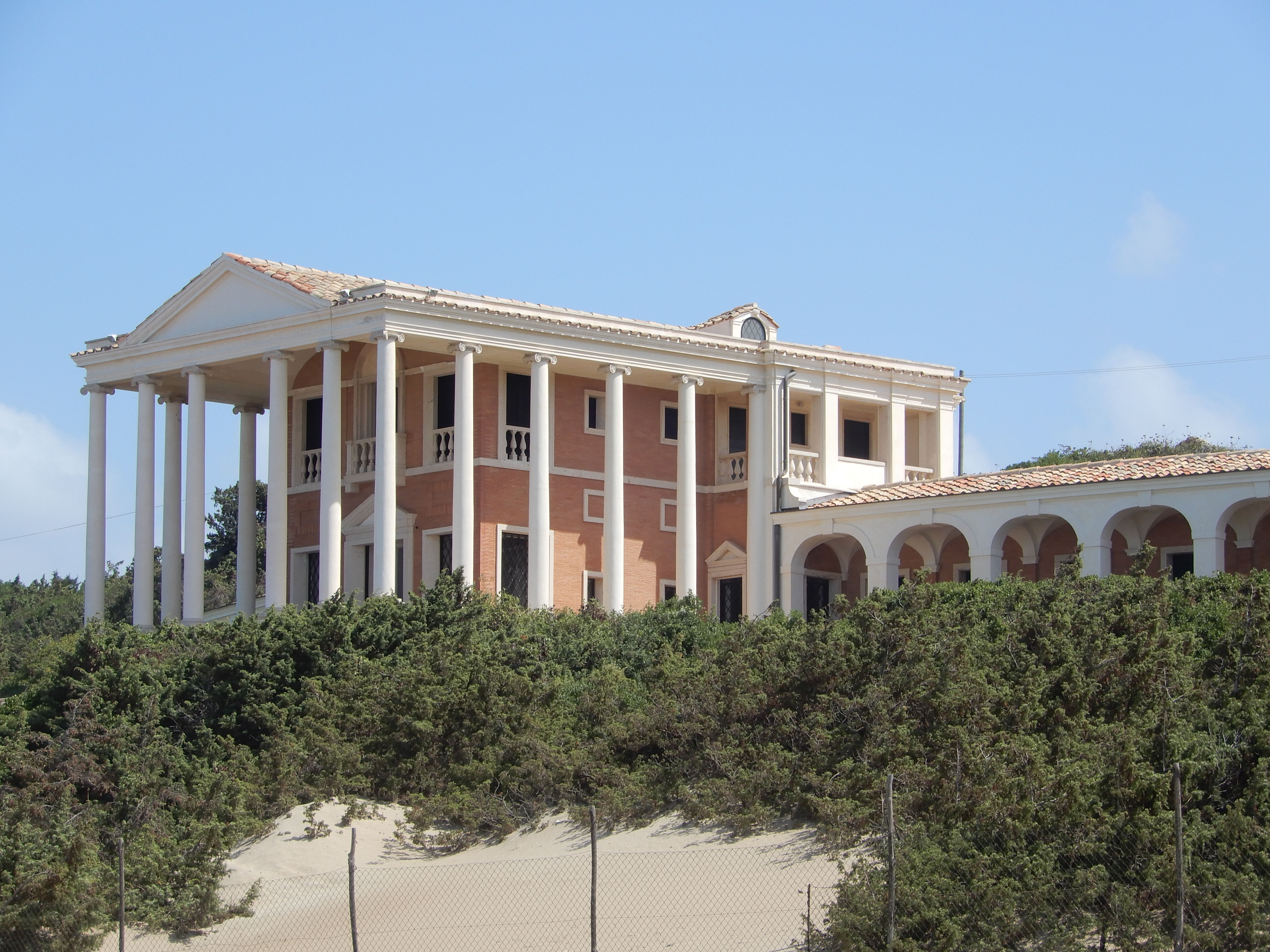
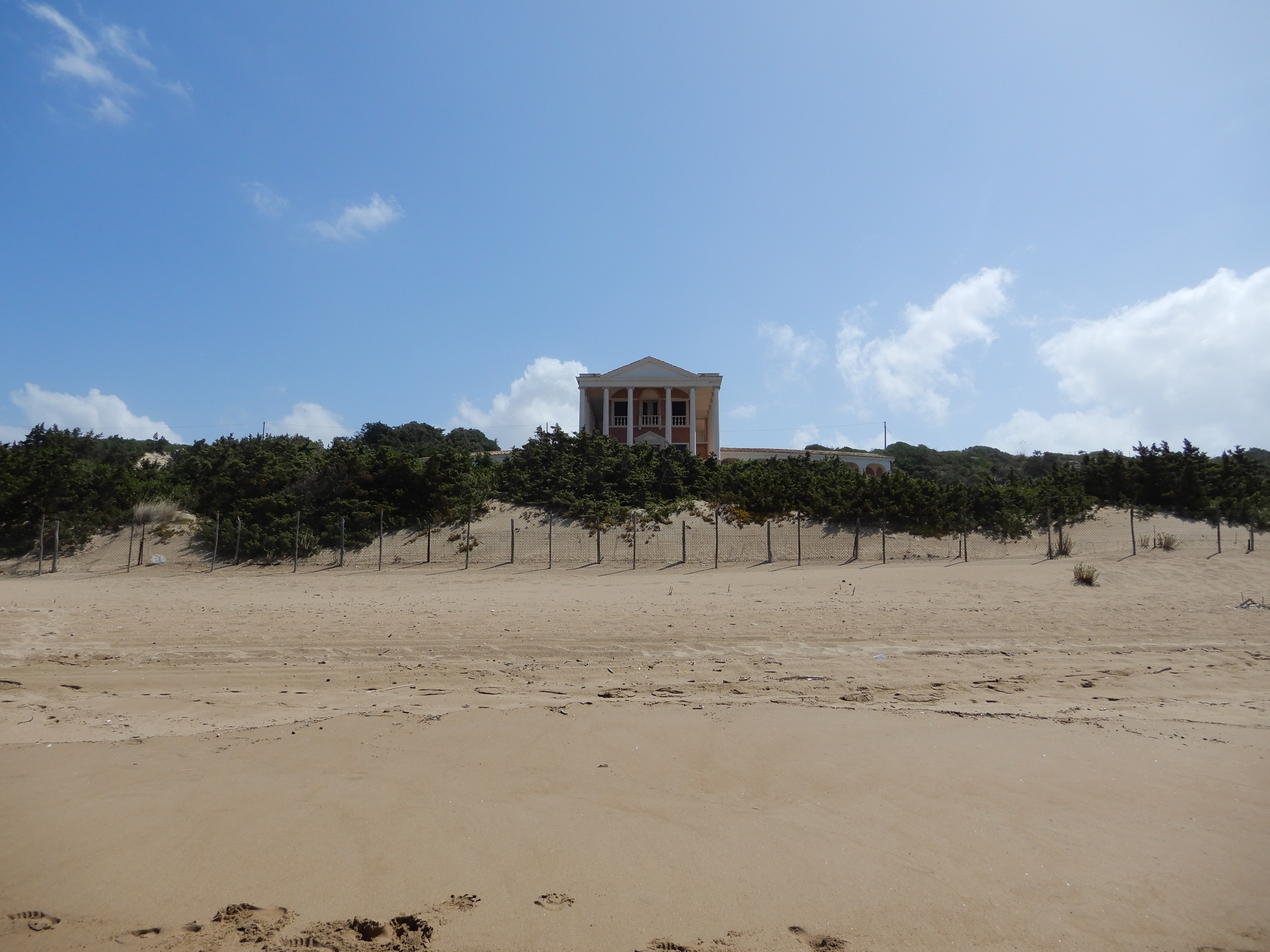
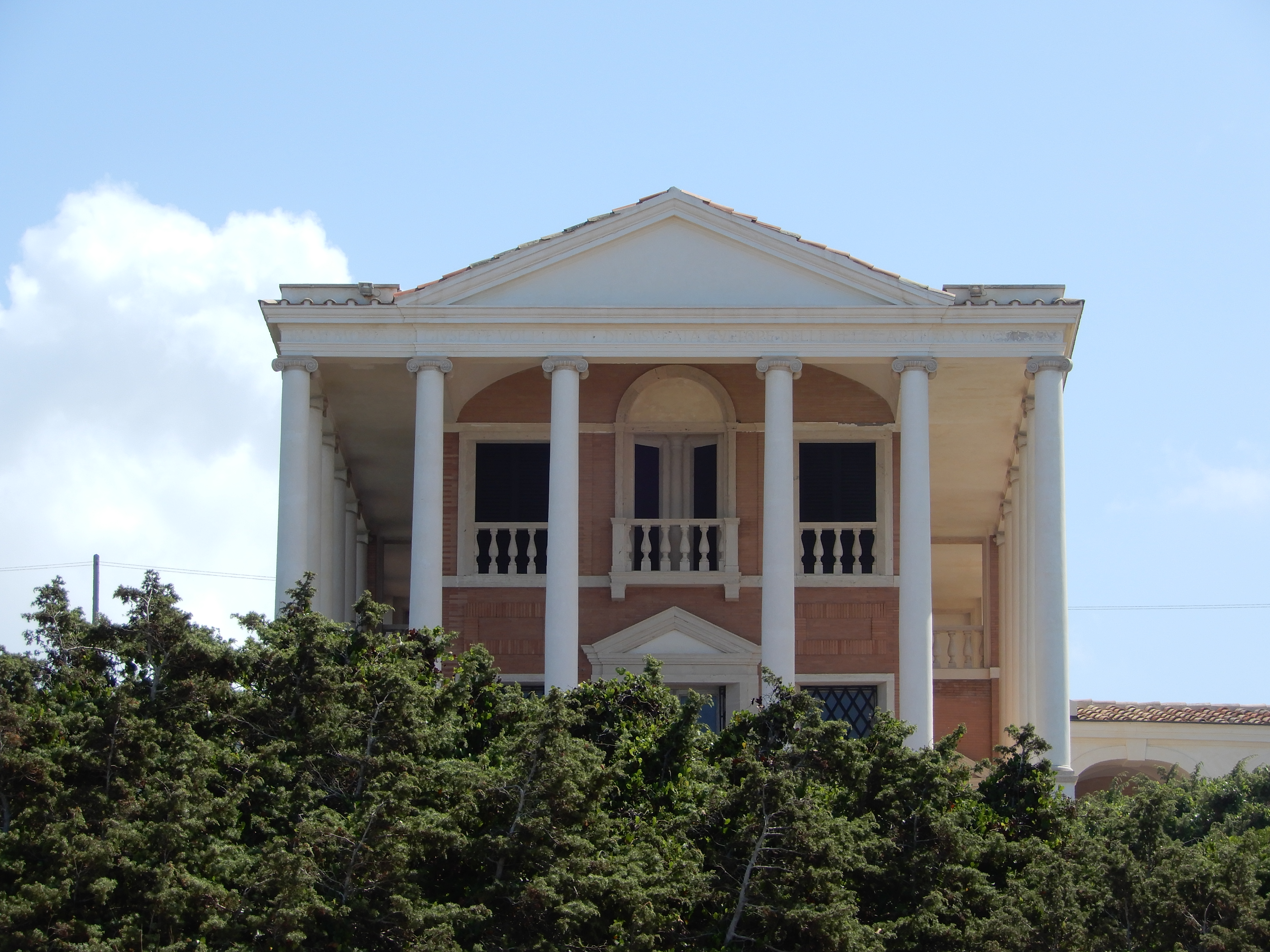